# Milan Trenc
Milan Trenc (Zagreb, 1962.) hrvatski je ilustrator, crtač stripova, filmski redatelj, novelist. 
Po njegovoj slikovnici "Noć u muzeju", snimljen je istoimeni američki film.

## Životopis
Rodio se u Zagrebu, studirao filmsku režiju i grafiku na zagrebačkoj Akademiji dramskih umjetnosti. Za vrijeme studija počeo je objavljivati stripove i raditi u Zagreb-Filmu. Bio je glavni ilustrator u magazinu Start od 1985. do 1991. Dok je još bio u Startu sudjelovao je na londonskom filmskom festivalu 1990. Objavljivao je stripove i ilustrirao naslovnice u mnogim domaćim i stranim publikacijama. 
Preselio se u New York 1991. Objavio je preko tisuću ilustracija i naslovnica u glavnim američkim novinama i časopisima poput "The New York Times", "Time", "The Wall Street Journal", "New Yorker", "Fortune". Dobio je nagradu za svoje ilustracije u "The New York Timesu".
Napisao je i ilustrirao slikovnicu za djecu "Noć u muzeju" 1993. Prema slikovnici nastao je istoimeni američki film "Noć u muzeju" redatelja Shawna Levya koji je u siječnju 2007. bio najgledaniji film u američkim kinima. 
Trenc je predavač na zagrebačkoj Akademiji likovnih umjetnosti od 2004. Bio je član žirija Animafesta u Zagrebu. 